# Eclissi 2000
Eclissi 2000 è un romanzo breve di fantascienza dello scrittore Lino Aldani, pubblicato nel 1979.

## Storia editoriale
Il romanzo è stato pubblicato per la prima volta nel 1979, nell'omonima antologia dello scrittore Lino Aldani, successivamente ripubblicato in altre antologie dello stesso autore.
L'opera è una metafora dei regimi totalitari che illudono i popoli con splendide promesse ma che, nel frattempo, opprimono le loro libertà.

## Trama
(Lino Aldani, Eclissi 2000)
La Terra Madre è un'astronave generazionale lanciata verso Proxima Centauri nel 2010. Dopo moltissimi anni dalla partenza, l'equipaggio è aumentato di numero, tanto da rendere necessario stabilire un sistema di turnazioni: ogni tre giorni il turno "rosso" subentra a quello "verde" che si pone in sonno ipnotico indotto per risvegliarsi dopo tre giorni sostituendosi all'altro turno. A gestire e governare l'equipaggio, vi sono i "bianchi", un'elite che ha anche la responsabilità di dirigere il viaggio. Ogni cabina dell'astronave viene condivisa da due componenti di entrambi i turni che non hanno modo di incontrarsi, poiché addormentati in periodi alterni.
Il tecnico "rosso" Vargo Slovic inizia nutrire dei sospetti circa la vera natura del viaggio: frequentando la biblioteca ha notato che, nonostante il viaggio sia iniziato nel 2010, 128 anni prima, non vi sono libri posteriori al 2005 e che le cronache del viaggio sono lacunose per i primi 50 anni. Altro motivo di sospetto è il fatto che, su nessuna delle mappe disponibili a bordo, la forma dell'astronave coincida e che in tutte quante, alcune zone non siano rappresentate. Vargo teme che, dopo più di un secolo dalla partenza, la Terra Madre sia fuori rotta e possa non giungere a destinazione. Un giorno Vargo viene a sapere che il suo coinquilino "verde", Vladimiro Spitzer, è stato ricoverato in ospedale e che il posto nella sua cabina è stato preso, caso anomalo, da una donna, Diana Abgrund, della quale inizia ad essere attratto.
Vargo è convocato dal coordinatore di seconda classe "bianco" Claudio Pocar e viene interrogato su presunti contatti illegali avuti con Vladimiro Spitzer. Vargo nega ma da quel momento nota che i suoi effetti personali sono stati violati. Quando una sera l'uomo rientra inaspettatamente nel suo alloggio, trova Diana sveglia. Vargo è scioccato da questa violazione delle regole e dai discorsi della donna, la quale afferma che Spitzer in realtà era un sovversivo e che in un suo scritto diffuso clandestinamente, dal titolo Impossibilità del Felice Viaggio, sostiene che la Terra Madre è alla deriva nello Spazio e che i "bianchi", pur consapevoli di ciò, nascondono la verità all'equipaggio. Vargo e Diana, attratti reciprocamente, hanno un rapporto sessuale. Il giorno dopo l'uomo ottiene un nuovo colloquio con Claudio Pocar e, richiedendo la presenza di testimoni più alti in grado, di fronte al coordinatore di prima classe Albenitz Benito Jorge, denuncia Diana e riferisce di un possibile imminente ammutinamento dei "verdi", fomentati dalle teorie di Spitzer. Vargo denuncia anche molti suoi amici e colleghi dai cui discorsi, da tempo, trasparivano sospetti e dubbi sull'operato dei "bianchi". Messo sotto pressione, Vargo confessa di avere anche lui molti dubbi sul viaggio della Terra Madre: a questo punto Albenitz rivela a Vargo che Diana, in realtà, è un'infiltrata in forza ai "bianchi", con il compito di saggiare la sua fedeltà al sistema, al fine di arruolarlo tra le file dei "bianchi" e che la sua delazione è la prova della sua affidabilità. Vargo accetta l'incarico e inizia così la sua nuova attività tra i "bianchi" come coordinatore di terza classe.
È passato un anno e Vargo è stato messo al corrente della vera missione della Terra Madre e del segreto del cosiddetto "Felice Viaggio": nel 2010 sulla Terrà si verificò una guerra nucleare e un ristretto numero di sopravvissuti trovò la salvezza in un gigantesco rifugio antiatomico, la terra Madre, appunto. Cinquanta anni dopo, durante un ammutinamento, molti dei sopravvissuti decisero di lasciare il bunker, trovando la morte sulla superficie contaminata. L'allora coordinatore di prima classe, al fine di evitare nuove tragedie, iniziò a imbastire la menzogna che il bunker, in realtà, fosse un'astronave diretta verso Proxima Centauri; settantacinque anni dopo la bugia ha attecchito e nessuno, a parte i pochi "bianchi", ricorda più gli eventi della guerra o, mettendo in dubbio che la struttura sia un'astronave, si azzarda ad uscire all'esterno.
Le nuove analisi della situazione esterna lasciano pensare che tra una cinquantina di anni sarà possibile abbandonare il rifugio per ripopolare la Terra, perciò il coordinatore capo, Mègal il Supremo, annuncia all'equipaggio che, grazie a innovazioni tecnologiche apportate ai motori dell'astronave, la destinazione sarà raggiunta prima del previsto. Nel frattempo Vargo ha scoperto che Spitzer non è mai stato ricoverato in ospedale e che non è morto, non essendo stata registrata la distruzione del suo corpo; Vargo è sicuro che l'uomo sia fuggito all'esterno e in lui inizia a maturare l'idea che non vi sia mai stata una guerra, che Terra Madre non sia un rifugio, ma un esperimento scientifico sulla sostenibilità di viaggi stellari secolari e sulla possibilità di colonizzare nuovi mondi. Vargo e Diana, la quale nel frattempo ha scoperto l'ubicazione di una delle uscite di emergenza, fuggono all'esterno, ma la loro teoria si rivelerà errata: e i due saranno condannati a una tragica morte a causa della radioattività esterna.

## Personaggi
Vargo SlovicVentiquattrenne, colono di seconda classe. Inserito nel turno verde, si occupa della manutenzione delle colture idroponiche.
Vladimiro SpitzerIl coinquilino del turno rosso di Vargo. Scomparso misteriosamente.
Diana AbgrundMembro del turno "verde", in realtà un'infiltrata dei "bianchi".
Eugenio StollerAmico di Vargo, anch'egli un infiltrato dei "bianchi".
Claudio PocarCoordinatore "bianco" di seconda classe.
Mègal il SupremoIl sessantenne comandante della Terra Madre, al vertice dei "bianchi". Il suo vero nome è Zuran Ujevic.
Albenitz Benito JorgeCoordinatore di prima classe, tra i massimi dirigenti dei "bianchi".

## Edizioni
- Lino Aldani, Eclissi 2000, in Eclissi 2000, Collana di Fantascienza «Presenze del Futuro», n. 2, 1ª ed., Milano, Giovanni De Vecchi Editore, 1979,  p. 190.
- (FR) Lino Aldani, Verfinsterung, Heyne, 1985,  p. 188, ISBN 978-3453309258.
- (DE) Lino Aldani, Éclipses 2000, in Éclipses 2000, Présence du Futur, n. 303, Parigi, Denoël, 1980,  p. 214.
- (RO) Lino Aldani, Eclipsă 2000, in Eclipsă 2000, Colecția romanelor științifico-fantastice, n. 14, Bucarest, Editura Univers, 1992,  p. 346, ISBN 978-973-34-0199-5.
- Lino Aldani, Eclissi 2000, in Aria di Roma andalusa, Biblioteca di Nova SF*, n. 18, Bologna, Perseo libri, 2003,  p. 288.
- Lino Aldani, Eclissi 2000, in Eclissi 2000, Urania Collezione, n. 044, Milano, Mondadori, 2006,  p. 326.